# Sklavenmarkt (Gérôme)
Sklavenmarkt, auch Der Sklavenmarkt
, (französisch Marché d’esclaves) ist ein Gemälde des französischen Malers Jean-Léon Gérôme aus dem Jahr 1866. Das in Öl auf Leinwand gemalte Bild hat eine Höhe von 84,6 cm und eine Breite von 63,3 cm. Es zeigt eine im Nahen Osten angesiedelte Szene, in der eine nackte Frau in der Öffentlichkeit als käufliche Ware angeboten wird. Die im Stil des Orientalismus gemalte Darstellung einer exotischen Welt entsprach nicht realen Begebenheiten, sondern den sexualisierten Fantasievorstellungen des europäischen Publikums. Das Gemälde gehört zur Sammlung des Sterling and Francine Clark Art Institute in Williamstown (Massachusetts).

## Bildbeschreibung

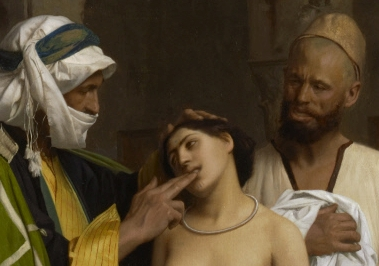
Detailansicht der zentralen Personen: Käufer, Verkaufsobjekt, Verkäufer

Gérôme zeigt im Gemälde Sklavenmarkt eine orientalische Szene. In der Bildmitte steht in Frontalansicht eine nackte Frau, die zum Verkauf angeboten wird. Ein um den Hals gelegter weißer Strick kennzeichnet sie als Sklavin. Abgesehen vom dunklen Kopfhaar ist keinerlei Körperbehaarung zu sehen; selbst das Schamhaar im Genitalbereich fehlt. Der Kritiker Paul Mantz bezeichnete sie 1867 in der Gazette des Beaux-Arts als „femme en ivoire“ (Frau aus Elfenbein) und hob damit ihren makellosen Körper mit heller Hautfarbe hervor. Die nackte Sklavin wird flankiert von zwei bekleideten Männern. Hinter ihr steht ein dunkelhäutiger Mann mit schwarzem Bart, der die Rolle des Sklavenhändlers übernimmt. Der wenig freundlich auf die Sklavin blickende Mann trägt auf seinem kahlgeschorenen Kopf eine ockerfarbene Kappe, bei seiner hellen orientalischen Kleidung könnte es sich um eine Dschallabija handeln. Mit seiner zur Hüfte gestellten linken Hand umfasst der Händler einen Stab, der diagonal bis zum Boden ragt. Dieser dünne Stock dient dem Mann nicht als Stütze, sondern ist eher geeignet, seinen Anweisungen mit Schlägen Nachdruck zu verleihen. Vor der Brust hält er mit der rechten Hand ein weißes Stück Stoff, mit dem vermutlich die Sklavin zuvor bekleidet war. Die Entkleidung der Frau ermöglicht es dem potentiellen Käufer die menschliche Ware besser zu begutachten. Der Kunde steht rechts von ihr und wird im Profil gezeigt. Er trägt ein grünes Gewand mit weißer Verzierung. Darunter ist dunkle Kleidung zu sehen. Vorn und am breit umgeschlagenen Ärmel kennzeichnet ein leuchtend goldener Stoff den Träger als wohlhabenden Mann. Von seinem dunkelhäutigen Gesicht ist nur die Partie um Nase und Augen zu sehen, da vor den Mund ein Teil seines weißen Kopftuches gebunden ist. Der Kunde blickt zur etwas kleineren Sklavin herunter. Er hat die linke Hand auf ihren zur Seite geneigten Kopf gelegt und steckt zwei Finger der rechten Hand zwischen ihre kaum geöffneten Lippen. Mit den Fingern scheint er den Zustand ihrer Zähne zu prüfen – eine Handlung, die eher vom Pferdemarkt bekannt ist. Hinter dem Kunden stehen zwei weitere Männer, die möglicherweise zu seinem Gefolge gehören. Während einer dieser Männer weitestgehend verdeckt wird und fast nur die weiße Kopfbedeckung zu sehen ist, blickt vorn ein junger Mann mit grauem Turban und auffällig rotem Gewand über die Schulter des Kaufinteressenten. Er scheint ebenfalls einen Blick auf die nackte Frau erhaschen zu wollen. Der potentielle Käufer ist jedoch die einzige Person im Bild, die die Sklavin in ihrer ganzen Nacktheit von vorn sieht. Nur der Bildbetrachter hat einen ebenso freien Blick auf die entkleidete Sklavin.

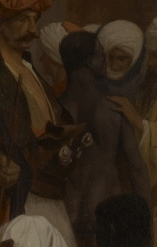
Detailansicht des männlichen Sklaven am Bildrand

Der Hintergrund ist nicht eindeutig zu lokalisieren. Die Architektur mit ihren Säulen, Bögen, Vordächern und hellem Mauerwerk erinnert an Gebäude im Vorderen Orient. So könnte der Ort beispielsweise eine Karawanserei sein. Die Szenerie hinter dem Geschehen im Vordergrund wird von zahlreichen Personen bevölkert. Am linken Bildrand stehen vor einer Säule zwei im Gespräch vertiefte Männer. Davor hat sich auf dem Boden ein Hund zur Ruhe gelegt. Am linken Bildrand sitzt eine Gruppe von Frauen auf der Erde. Zwei Frauen sind in weiße Kleidung gehüllt und tragen vor ihrem Gesicht einen Schleier. Eine von ihnen kümmert sich um ein halbnacktes Kleinkind. Daneben sitzt eine Frau im blauen Gewand, deren dunkles, fast schwarzes Gesicht frontal zu sehen ist. Sie schaut nicht zum Bildbetrachter, sondern blickt nachdenklich vor sich hin. Hinter den sitzenden Frauen steht eine Gruppe von Männern. Sie sind wie die Männer auf der linken Seite in orientalische Kleidung gehüllt. Hierzu gehören Turbane und Kaftane, in teils farbigen Stoffen. Nur schwer zu erkennen ist ein nackter dunkelhäutiger Mann, der am rechten Bildrand vor den bekleideten Männern steht. Sie begutachten sein vorderes Antlitz, während er dem Bildbetrachter seinen Rücken zuwendet. Er bildet in Hautfarbe und Geschlecht einen Gegenpol zur weiblichen Sklavin in der Bildmitte.
Die Lichtsituation im Bild ist unbestimmt. Obwohl die Szenerie vermutlich unter freiem Himmel angesiedelt ist, fällt das Licht nicht von oben auf die Personen. Stattdessen sind in der linken Bildhälfte nach schräg links fallende Schatten zu sehen. Die im hellen Licht erscheinende Szene des Vordergrundes wirkt wie auf einer Bühne von vorn beleuchtet. Hierzu passt die für Gérôme charakteristische Feinmalerei im Stil der Akademischen Kunst. Mit großem Detailreichtum sind nicht nur die Gesichtszüge des Sklavenhändlers oder die Stoffe der Gewänder ausgeführt, auch einzelne Steine im Bildvordergrund wurden malerisch individuell beschrieben. Das Gemälde wurde unten rechts mit „J. L. GEROME“ signiert.

## Aktdarstellungen in Gérômes Darstellungen der Antike und des Vorderen Orients

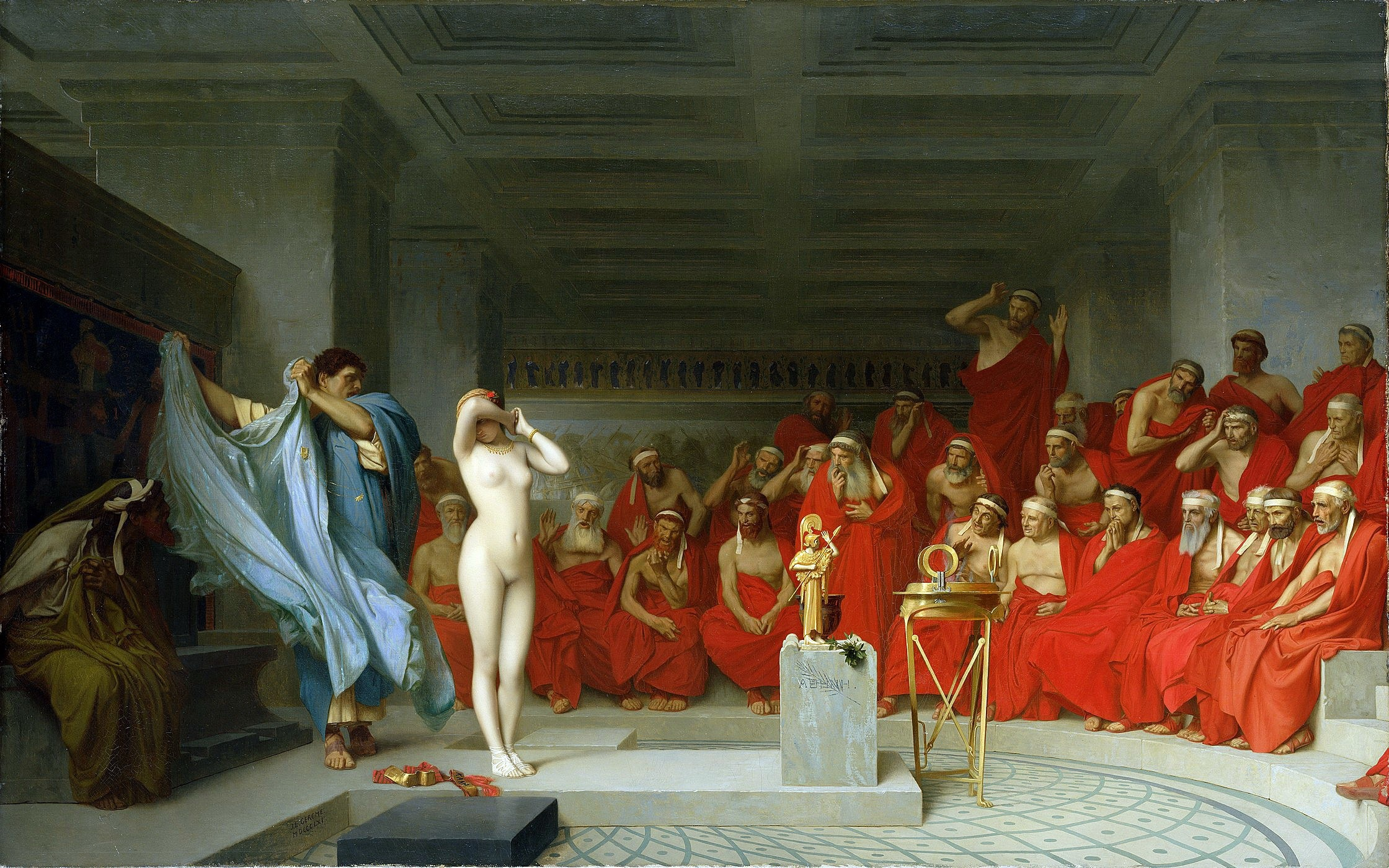
Jean-Léon Gérôme: Phryne vor den Richtern, 1861, Hamburger Kunsthalle

Gérôme ist bekannt für seine Darstellungen antiker Themen und Sujets aus dem Vorderen Orient. In seinem 1861 gemalten Werk Phryne vor den Richtern (Hamburger Kunsthalle) zeigt er eine in der griechischen Antike angesiedelte Szene, in der eine entkleidete Frau in ähnlicher Weise gezeigt wird, wie sie später im Bild Sklavenmarkt zu sehen ist. Die historisierende Darstellung der Phryne ermöglichte es dem Publikum des 19. Jahrhunderts, sich wie ein Voyeur am nackten Körper einer Frau zu ergötzen, ohne gegen die sittenstrenge Moral der Zeitgenossen zu verstoßen.

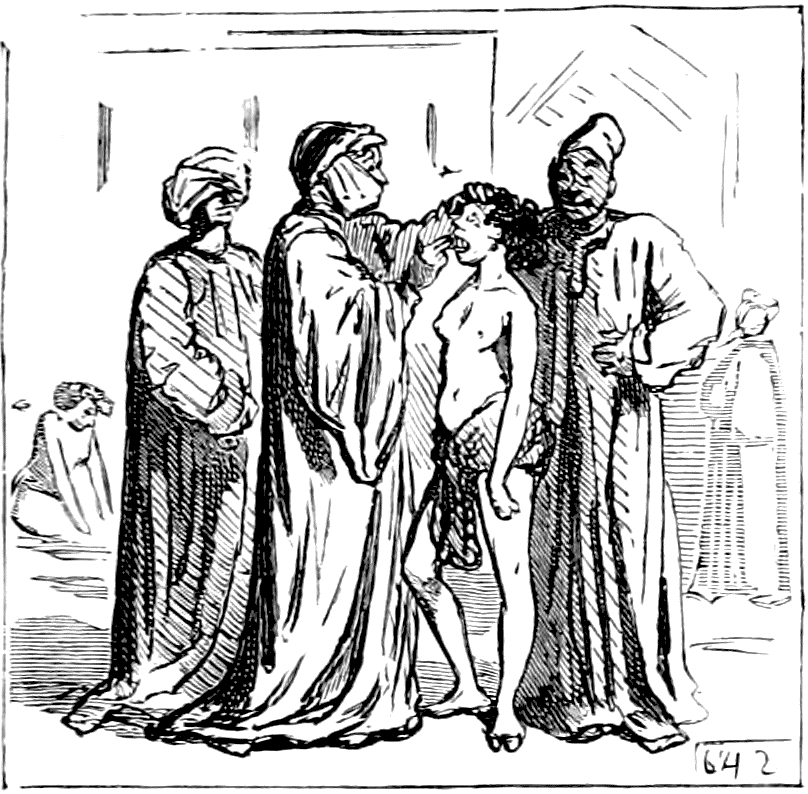
Cham: M. GÉROME. Un Arabe qui a mal aux dents achète un esclave pour lui mâcher son dîner., Karikatur in der Zeitschrift Charivari, 1867

Die Orientmotive des Malers standen nicht zuletzt unter dem Eindruck seiner Reisen in den Nahen Osten, die er 1856 und 1862 unternommen hatte. Gérôme weilte jeweils für mehrere Monate in Ägypten und seinen Nachbarländern, studierte Landschaften und Baudenkmale und beobachtete die dort lebenden Menschen. Die im Nahen Osten entstandenen Skizzen dienten später in Europa neben zeitgenössische Fotografien als Vorlage für seine Gemälde. Die vor Ort erlangten Kenntnisse brachten ihm in Frankreich viel Ruhm ein. So lobte Maxime Du Camp, der selbst den Nahen Osten bereist und dort auch fotografiert hatte, Gérômes Sklavenmarkt für seine realistische Darstellung. In seiner in der Revue des Deux Mondes erschienenen Kritik Le Salon de 1867 hob er die genaue Beschreibung in Gérômes Gemälde hervor. Auch glaubte er, den Ort des Bildes exakt wiederzuerkennen. Demnach sei das Motiv in den Ruinen der al-Hakim-Moschee in Kairo angesiedelt. Zudem urteilte Du Camp über die im Bild gezeigte nackte Frau, sie sei eine Abessinierin und gehöre somit zu den teuren Sklavinnen. Der Maler habe sie geschickt als unterwürfig, demütig und resigniert dargestellt. Diese positive Einschätzung des Gemäldes teilten nicht alle Zeitgenossen. So schuf der Karikaturist Cham eine Zeichnung nach Géromes Gemälde, die er 1867 in der Zeitschrift Le Charivari veröffentlichte. Darunter fügte er die parodierende Unterschrift hinzu: „M. GÉROME. Un Arabe qui a mal aux dents achète un esclave pour lui mâcher son dîner.“ (sinngemäß: Ein Araber mit Zahnschmerzen kauft eine Sklavin, damit sie für ihn das Abendessen kaut).
Im Gemälde Sklavenmarkt weisen zwar Architektur und Kleidung der dargestellten Personen auf den Vorderen Orient hin und das Geschehen könnte vor diesem Hintergrund durchaus im 19. Jahrhundert in Ägypten stattgefunden haben, doch gibt es für einen Sklavenmarkt, wie er im Bild geschildert wird, keinen dokumentierten Hinweis. Sklaverei im Islam war zwar in einzelnen Ländern der Region bis ins 20. Jahrhundert verbreitet, aber Gérômes Sklavenmarkt ist weder eine nach dem Leben gemalte Szene, noch eine neutrale Darstellung realer Begebenheiten. Die öffentliche Präsentation einer nackten Sklavin entsprach daher vermutlich der Fantasie. Vorlage hierzu könnte eine Beschreibung des Autors Gérard de Nerval sein, der 1851 in seiner in Teilen fiktionalen Reise Voyage en Orient einen Sklavenmarkt beschrieb. Hierin schilderte er einen Verkäufer, der eine Sklavin entkleidet. In dieser Erzählung wird wie in Gérômes Gemälde, der Mund der Sklavin geöffnet, um die Zähne zu untersuchen.
Das Thema Sklavenmarkt wählte Gérôme wiederholt als Bildmotiv. Ein anderes Gemälde mit demselben Titel befindet sich heute im Cincinnati Art Museum. Diese 1871 entstandene Version des Themas zeigt mehr oder weniger bekleidete Frauen, die an einer Hauswand kauernd als Sklavinnen verkauft werden sollen. Der orientalische Händler sitzt hier im Haus vor geöffneten Fenster und wartet auf Kundschaft. Darüber hinaus schuf Gérôme 1884 zwei im antiken Rom angesiedelte Sklavenmarktszenen. Sowohl der Sklavenmarkt in Rom (Walters Art Museum, Baltimore) als auch der Sklavenmarkt in antiken Rom (Eremitage, Sankt Petersburg) zeigen einen Händler, der auf erhöhter Bühne eine Sklavin entkleidet hat und sie vor einem Publikum aus männlichen Kunden zur Versteigerung anbietet. Der Autor Norbert Wolf wies darauf hin, dass solche Darstellungen von Sklavenmärkten im 19. Jahrhundert in großer Zahl in den Salonausstellungen zu sehen waren. Diese Bilder dienten als „Sensationsdarstellungen“, „die dem wohlig schaudernden Publikum dokumentarisch vor Augen führten, wie weibliches Kapital zum späteren Konsum, zur späteren Verlustierung ... versammelt wurde.“

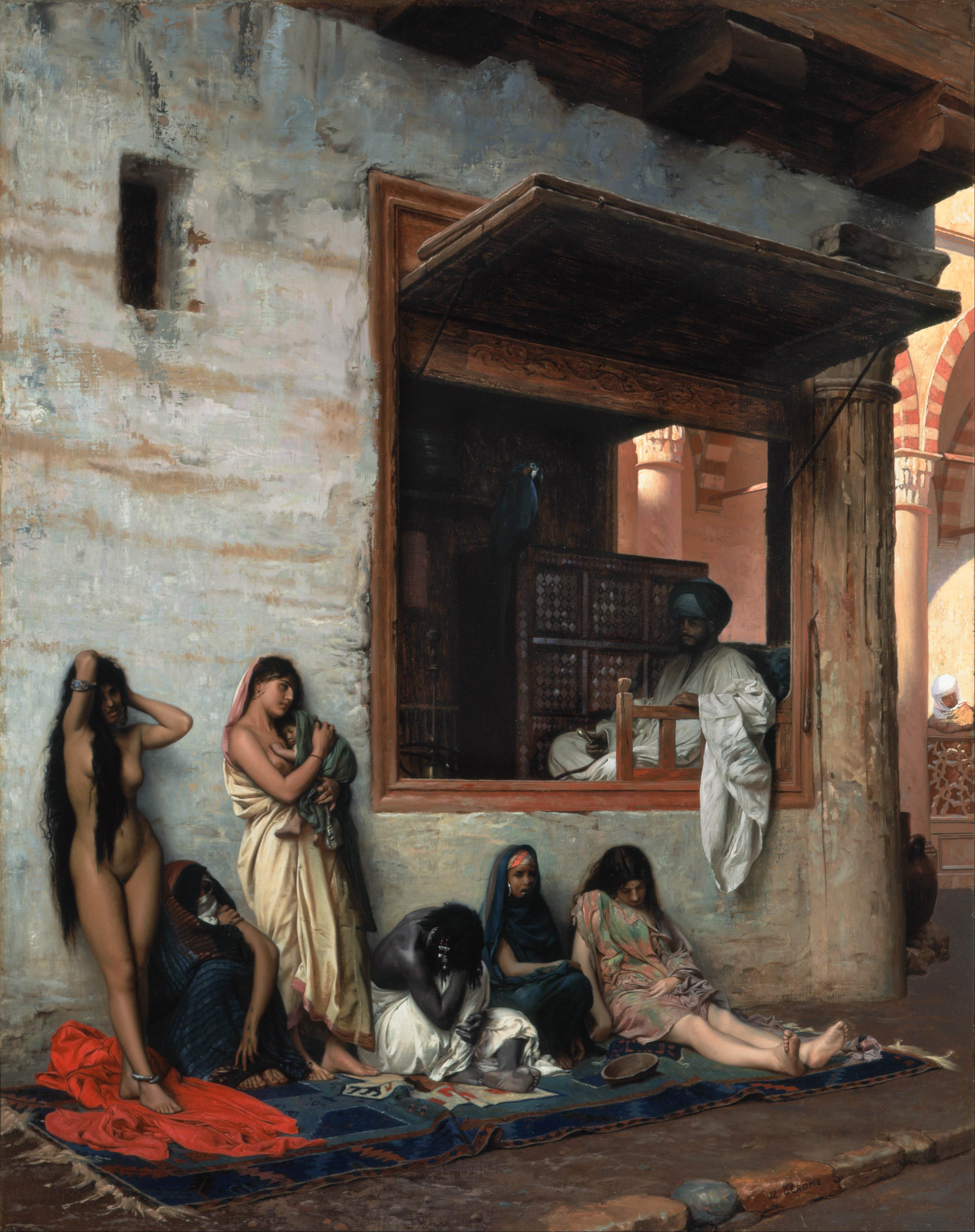
Jean-Léon Gérôme: Sklavenmarkt, 1871, Cincinnati Art Museum
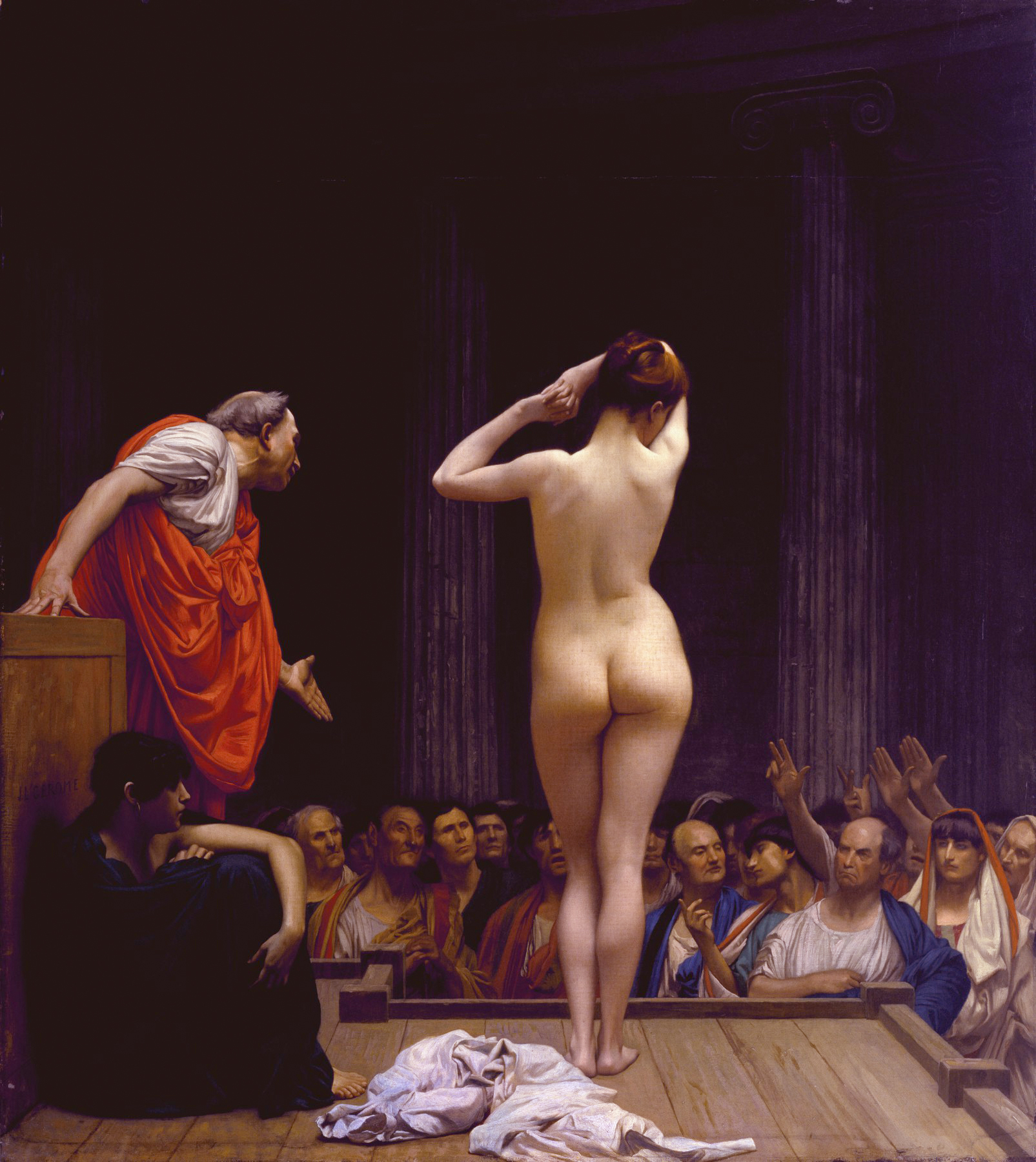
Jean-Léon Gérôme: Sklavenmarkt in Rom, um 1884, Walters Art Museum, Baltimore
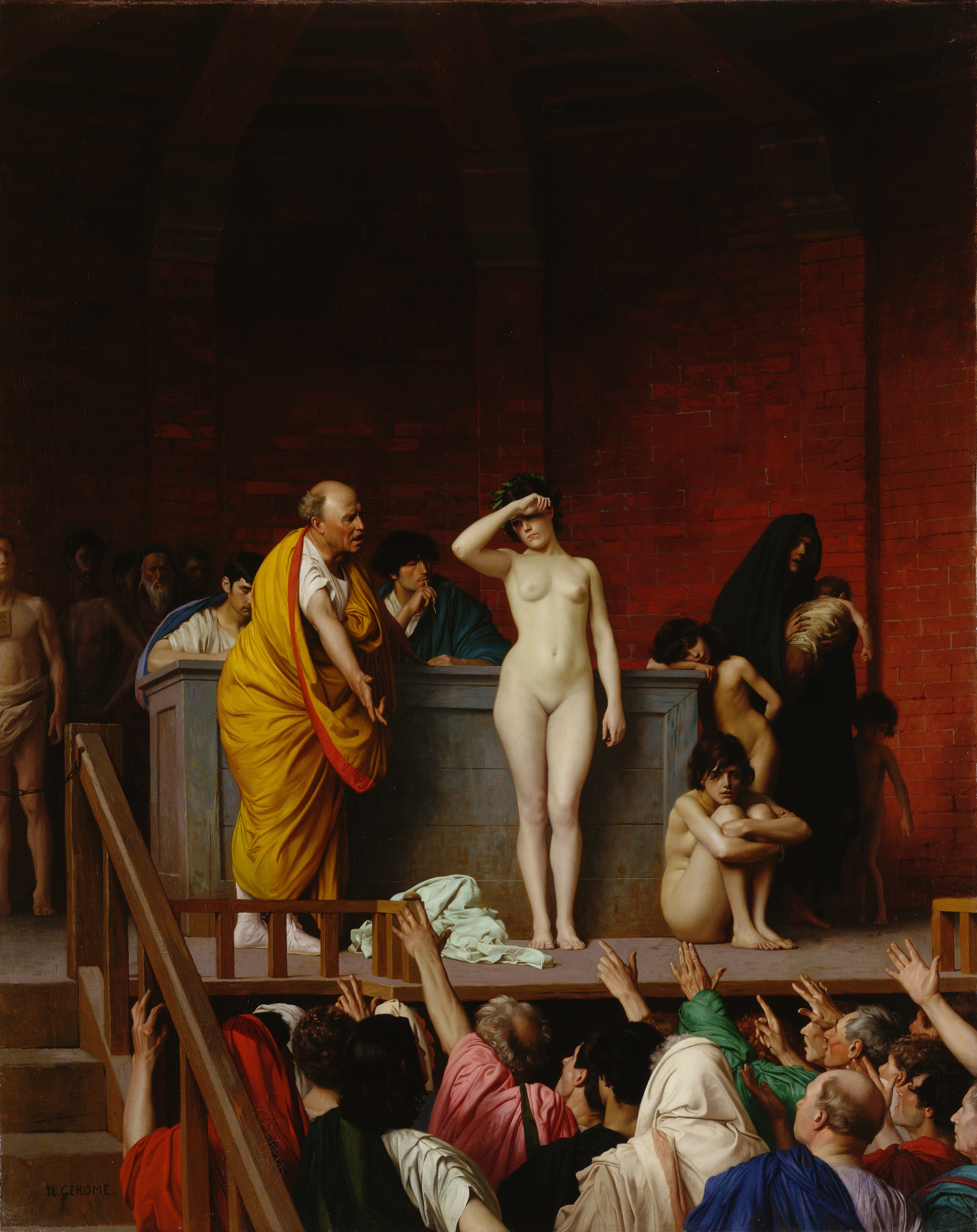
Jean-Léon Gérôme: Sklavenmarkt in antiken Rom, 1884 Eremitage, Sankt Petersburg
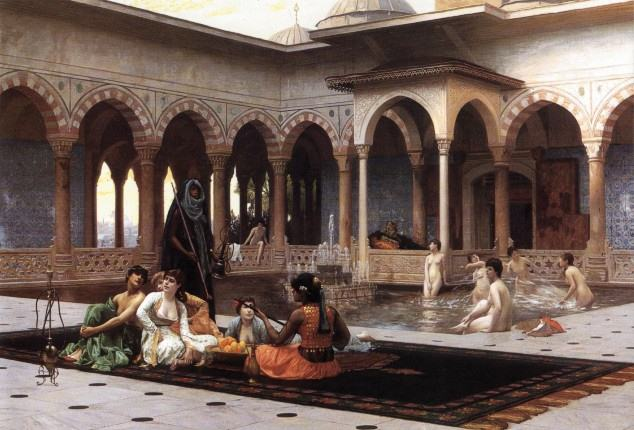
Jean-Léon Gérôme: Die Terrasse des Serail, 1898 Privatsammlung
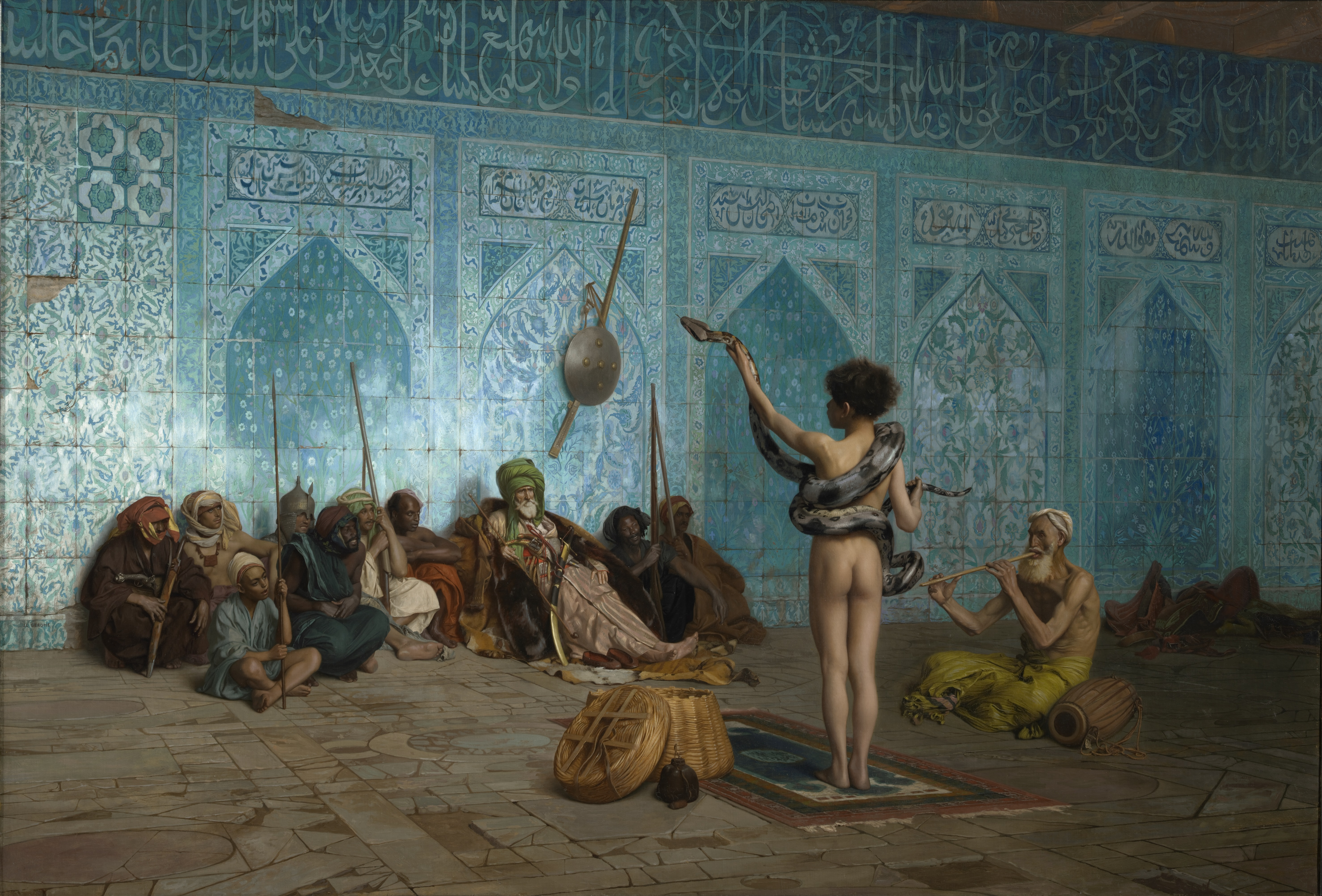
Jean-Léon Gérôme: Der Schlangenbeschwörer, 1879 Sterling and Francine Clark Art Institute

Laut Wolf lieferten solche Darstellungen „dem Westen, in dessen Ländern die „käufliche Liebe“ einen beachtlichen kapitalistischen Marktanteil besaß, eines jener Argumente, das die moralische Unterlegenheit des Orients und daraus folgend die „Pflicht“ zu seiner Kolonialisierung begründen half.“ Bei Gérôme finden sich orientalische Aktdarstellungen nicht nur beim Sujet eines Sklavenmarktes. So zeigt er in Die Terrasse des Serail eine für das 19. Jahrhundert typische Haremsfantasie, in der er unter anderem nackte Frauen darstellt, die in einem Brunnen unter freiem Himmel im Serail baden. Eines der bekannten Vorbilder für solche Darstellungen ist das Gemälde Das türkische Bad von Jean-Auguste-Dominique Ingres, eine bildnerische Ansammlung nackter Frauen im orientalischen Ambiente. Gelegentlich zeigt Gérôme auch einen männlichen Akt in seinen Bildern. So befindet sich ebenfalls im Sterling and Francine Clark Art Institute sein Gemälde Der Schlangenbeschwörer, in dem ein nackter Jüngling mit um den Hals gelegter Schlange vor orientalischem Publikum steht. Der Knabe hat hierbei dem Bildbetrachter den Rücken zugewandt. Wie die weiblichen Aktdarstellungen steht auch der nackte Jüngling für den voyeuristische Blickwinkel der Europäer auf einen weit entfernten exotischen Schauplatz. Im Gemälde Sklavenmarkt veranschaulicht der männliche dunkelhäutige Akt im Hintergrund, dass Sklaverei alle Menschen betreffen kann, egal welche Hautfarbe oder Geschlecht sie haben. Dennoch steht der weibliche nackte Akt bei diesem Bild im Vordergrund und die entmenschlichende Szene ist nicht nur nach feministischer Deutung eindeutig sexuell aufgeladen. Für den Kunsthistoriker Richard R. Brettell zeigt Gérômes Sklavenmarkt „a worldview that is permeated with stereotypes of race and gender“ (Sinngemäß eine Weltanschauung, die mit Stereotypen von Rasse und Geschlecht durchdrungen ist).

## GérômesSklavenmarktals Plakatmotiv der AfD im Europawahlkampf 2019
Der Berliner Landesverband der Partei Alternative für Deutschland nutzte eine Fotoreproduktion von Gérômes Gemälde Sklavenmarkt als Vorlage für ein Wahlplakat zur Europawahl 2019. Hierbei wurde ein Ausschnitt des Gemäldes mit der zentralen Figurengruppe ausgewählt. Über den Köpfen stand als weiße Überschrift „Damit aus Europa kein Eurabien wird“. Am oberen Bildrand fand sich zudem in Weiß die Erläuterung: „Das Bild ist Teil der AfD-Serie Aus Europas Geschichte lernen“. Am unteren Bildrand wurde das Plakat komplettiert durch die üblichen Parteiembleme und einen Aufruf die Partei zu wählen. In der Berliner Zeitung Der Tagesspiegel merkte Alexander Fröhlich hierzu an, die AfD wolle mit dem Plakatmotiv „die Furcht vor der feindlichen Übernahme aus dem Orient zu schüren“. Er wies darauf hin, dass die im Plakatspruch gewählte Bezeichnung Eurabien bereits vom norwegischen Rechtsterroristen Anders Breivik in der englischen Form Eurabia genutzt wurde. Für Fröhlich ist die beabsichtigte Botschaft des Plakates deutlich: „Der Islam kommt über uns, der Muslim versklavt und misshandelt die deutsche, die europäische Frau.“
Der Plakatentwurf stammte vom Autor und PR-Berater Thor Kunkel, der schon zur Bundestagswahl 2017 für die AfD gearbeitet hatte. In der österreichischen Tageszeitung Der Standard bemerkte Ronald Pohl an, Gérômes Gemälde aus der Zeit des europäischen Imperialismus habe ursprünglich den „Bedürfnissen seiner Kundschaft“ nach einem „schauerlichen Orient“ gedient, werde nun aber durch den Kreativdirektor der AfD als „widerwärtigen Sujet“ missbraucht, um „Stimmung gegen Muslime“ zu machen. Das Nachrichtenmagazin Der Spiegel zitierte hierzu Thor Kunkel, der in Gérômes Gemälde die „ästhetisierte Umsetzung“ dessen sah, „was sich in der Silvesternacht auf der Kölner Domplatte abgespielt hat“.
Im Onlinemagazin Bento ordnete Fabian Goldmann das Gemälde in seinen historischen Kontext ein und unterstrich dabei, dass Gérômes Motive „kein arabisches Alltagsleben“ zeigen, „sondern die Wünsche des lüsternen europäischen Publikums“. Hierbei gebe es eine klare Rollenverteilung: „Nackte Frauen, die sich scheinbar ihrem Schicksal ergeben haben, und gewalttätige, mächtige Männer.“ Für Goldmann verdeutlicht dieses klischeeartige Orientbild „wie wenig Ahnung die AfD vom Orient der damaligen Zeit hat, und wie wenig von der Geschichte der europäischen Kultur, die sie vorgibt, verteidigen zu wollen.“
Saskia Trebing stellte in der Zeitschrift Monopol klar, dass die AfD „ihr eigenes Plakat nicht verstanden“ habe. Sie stellt die Botschaft des Plakats – „Orientalische Männer, also Muslime, erniedrigen Frauen und machen sie zu Sklavinnen“ – als simpel dar und stellte zugleich klar, dass „europäische Maler dazu beitrugen, ein fiktionales und vom Kolonialismus geprägtes Bild des ‚Orients‘ zu vermitteln“. Beim Gemälde gehe es aber weniger um „Araber, die Europa einnehmen, sondern genau um das Gegenteil“.
Das Clark Art Institute zeigte sich von der Wahlwerbung der AfD wenig begeistert. Wie der Deutschlandfunk berichtete, äußerte sich Museumsdirektor Olivier Meslay hierzu: „Wir verurteilen es strikt, dass dieses Werk dazu verwendet wird, die Positionierung der AfD zu untermalen. Wir haben der Partei geschrieben, damit aufzuhören.“

## Provenienz
Gérôme verkaufte das Gemälde  Sklavenmarkt am 23. August 1866 an die Pariser Kunsthandlung Goupil & Cie. Diese verkaufte das Bild am 22. September desselben Jahres weiter an den Kunstsammler Ernest Gambart aus London. Gambart gab das Gemälde jedoch im November 1866 zurück an die Kunsthandlung Goupil. Von dort erwarb am 27. Januar 1866 der Dresdener Kaufmann Johann Meyer das Werk. Meyer (Schreibweise auch Mayer) beließ das Werk zunächst in Frankreich, wo es 1867 im Salon de Paris gezeigt wurde. Später fand es seinen Platz in Meyers umfangreicher Kunstsammlung, die er in seiner Dresdener Villa Interessierten zeigte. 1868 lieh er das Gemälde nach Berlin aus, wo es in einer Ausstellung in der Kunsthandlung Lepke zu sehen war. 1930 hatte die Pariser Filiale der Galerie Knoedler das Gemälde Sklavenmarkt in ihrem Angebot. Sie verkaufte das Bild am 1. Mai 1930 an den Kunstsammler Robert Sterling Clark. Zusammen mit seiner Frau begründete er das Sterling and Francine Clark Art Institute, zu dessen Sammlung das Gemälde seit 1955 gehört.